# Oligotrema psammites
Oligotrema psammites is een zakpijpensoort uit de familie van de Molgulidae. De wetenschappelijke naam van de soort is voor het eerst geldig gepubliceerd in 1903 door Bourne.